# آلوركا دو ريباتجو
آلوركا دو ريباتجو (بالبرتغالية: Alverca do Ribatejo) هي freguesia of Portugal تقع في البرتغال في فيلا فرانكا دي إكسيرا. يقدر عدد سكانها بـ 31,070 نسمة .

## أعلام
- يواكيم ألبرتو سيلفا
- بيدرو دوق كويمبرا
- روي فيتوريا
- هوغو سانتوس